# Contea di Montserrado
La contea di Montserrado è una delle 15 contee della Liberia. Il capoluogo è Bensonville.
La contea è una delle tre contee originarie che costituirono il paese nel 1847 assieme a Grand Bassa e Sinoe. È la più piccola contea per estensione territoriale, ma contemporaneamente la maggiore come popolazione, comprendendo anche Monrovia, la capitale della Liberia.

## Geografia antropica

### Suddivisioni amministrative
La contea è divisa in 5 distretti:
- Careysburg
- Commonwealth
- Greater Monrovia
- St. Paul River
- Todee